# Manolo Escobar
Manuel García Escobar, znany jako Manolo Escobar (ur. 19 października 1931 w Almerii, zm. 24 października 2013 w Benidorm) – hiszpański piosenkarz, śpiewający andaluzyjskie i hiszpańskie piosenki. Pracował także jako aktor w różnych filmach muzycznych. Jego hity to m.in.: El Porompompero, Mi carro (1969).

## Dyskografia
| - Los guerrilleros (1963) - Espigas y Amapolas (1964) - El ángel de la guarda (1965) - Aquel hijo (1966) - Pero...¿En que pais vivimos? (1967) - Éxitos de peliculas (1967) - Mi novia (1968) - Canciones de sus películas (1969) - Brindis (1969) - Aires navideños (1970) - Sevillanas de Oro (1971) - Por los caminos de España (1972) - Entre dos amores (1972) - Grandes Exitos (1973) - Me has hecho perder el juicio (1977) - Y viva España (1973) - ¡Ay, caridad! (1974) - Super Manolo (1974) - Cada lágrima tuya (1974) - Cuando los niños vienen de Marsella (1974) - Madrecita María del Carmen (1974) - Manolo Escobar y sus peliculas (1974) - Eva que hace ese hombre en tu cama (1975) - Qué guapa estás (1975) - NIña Bonita (1976) - Selección Antologica del Cancionero Español Vol. I,II,III (1976–1977) - La mujer es un buen negocio (1977) - Calor (1977) - Mis mejores canciones (1977) - De las películas Préstemela esta noche y Donde hay patrón (1978) - Labrador (1978) - Villancicos (1978) - Alejandra Mon Amour (1979) - Mi pequeña flor (1979) - 30 Grandes Éxitos (1979) | - Amores (1980) - Mi carro (1980) - El porompompero (1980) - Manolo, siempre Manolo (1981) - Mi pequeña flor, Vanessa (Especial Rack) (1981) - Donde estará mi niño (1981) - Los grandes pasodobles cantados (1982) - Papá te quiero mucho (1982) - Coraje (1983) - Sevilla casi ná (1984) - Miel de Amores (1985) - Exitos de ayer y hoy (1985) - Vive la vida (1986) - Suspiros de España (1987) - 20 Éxitos (1988) - 30 aniversario (1988) - Por pasodobles, por sevillanas (1989) - Rumba pa ti (1990) - Los peces en el río (1990) - Que bonita eres (1991) - Tango, tango (1992) - El Clio en llamas (1993) - Por los caminos de España (1994) - Tiempo al tiempo (1994) - Solo te pido (1995) - Tiempo de navidad (1995) - 60 Coplas de Oro Vol. I,II,III (1996) - Con mi acento (1996) - Aromas (1997) - 20 Coplas de Oro (1999) - Contemporáneo (1999) - Grandes exitos (1999) - De puerto en puerto (2000) - Manolo Escobar (2002) |  |